# Titanic Historical Society
La Titanic Historical Society, Inc. ( THS ) è un'organizzazione senza scopo di lucro fondata il 7 luglio 1963, il cui scopo è la conservazione della storia del famoso transatlantico RMS Titanic, che affondò nel 1912, in uno dei maggiori disastri marittimi della storia.
Con sede a Indian Orchard, Massachusetts, (Stati Uniti), il suo cofondatore e presidente fino alla sua morte, avvenuta nell'aprile 2014, era Edward S.Kamuda. Le principali attività della Titanic Historical Society includono:
- Pubblicazione trimestrale di una rivista online, The Titanic Commutator .
- Il Titanic Museum rappresentante una vasta collezione di manufatti donati dai sopravvissuti del Titanic.
- Un convegno annuale di affiliazione in cui gli esperti presentano informazioni approfondite su vari aspetti della catastrofe e dei cimeli del Titanic.

Per molti anni, i sopravvissuti al viaggio inaugurale del Titanic furono onorati ospiti delle conferenze della società. Nel 1992, la Società commemora l'80º anniversario del disastro a Boston, nel Massachusetts. L'evento ha riunito diversi sopravvissuti viventi, tra cui Eva Hart, Louise Pope, Michel Marcel Navratil e Beatrice Sandstrom, che hanno affascinato i presenti con i loro vividi racconti in prima persona della notte che il Titanic è affondato nell'Oceano Atlantico.
La società lavora anche per preservare la storia di altri transatlantici, in particolare le navi gemelle del Titanic, l'RMS Olympic della White Star Line e l'HMHS Britannic (che affondò dopo aver colpito un siluro o una mina nella prima guerra mondiale) e la nave Cunard RMS Lusitania. La società pubblica anche articoli su varie altre navi famose, come RMS Queen Mary e SS Normandie, in The Titanic Commutator.
La Titanic Historical Society è stata a lungo un forte sostenitore dell'esplorazione del relitto del Titanic da parte di Robert Ballard nel 1985,che spesso parla nelle conferenze della società.Nel 1997, questa ha inoltre partecipato alle riprese del film Titanic di James Cameron e alcuni membri sono apparsi nel film come comparse.
Sebbene la Società sostenga l'esplorazione del sito del relitto del Titanic, si oppone al recupero di oggetti dalla nave, affermando che questo è una tomba per coloro che sono morti quella notte e dovrebbe essere trattato come un memoriale per le vite perdute.
La Titanic Historical Society partecipa con la Guardia costiera degli Stati Uniti e la Pattuglia internazionale del ghiaccio che monitora gli iceberg sul nord Atlantico, alla cerimonia annuale di lancio della corona del 15 aprile sull'Oceano Atlantico dove ora riposa il Titanic.